# Peloton anti-banditisme

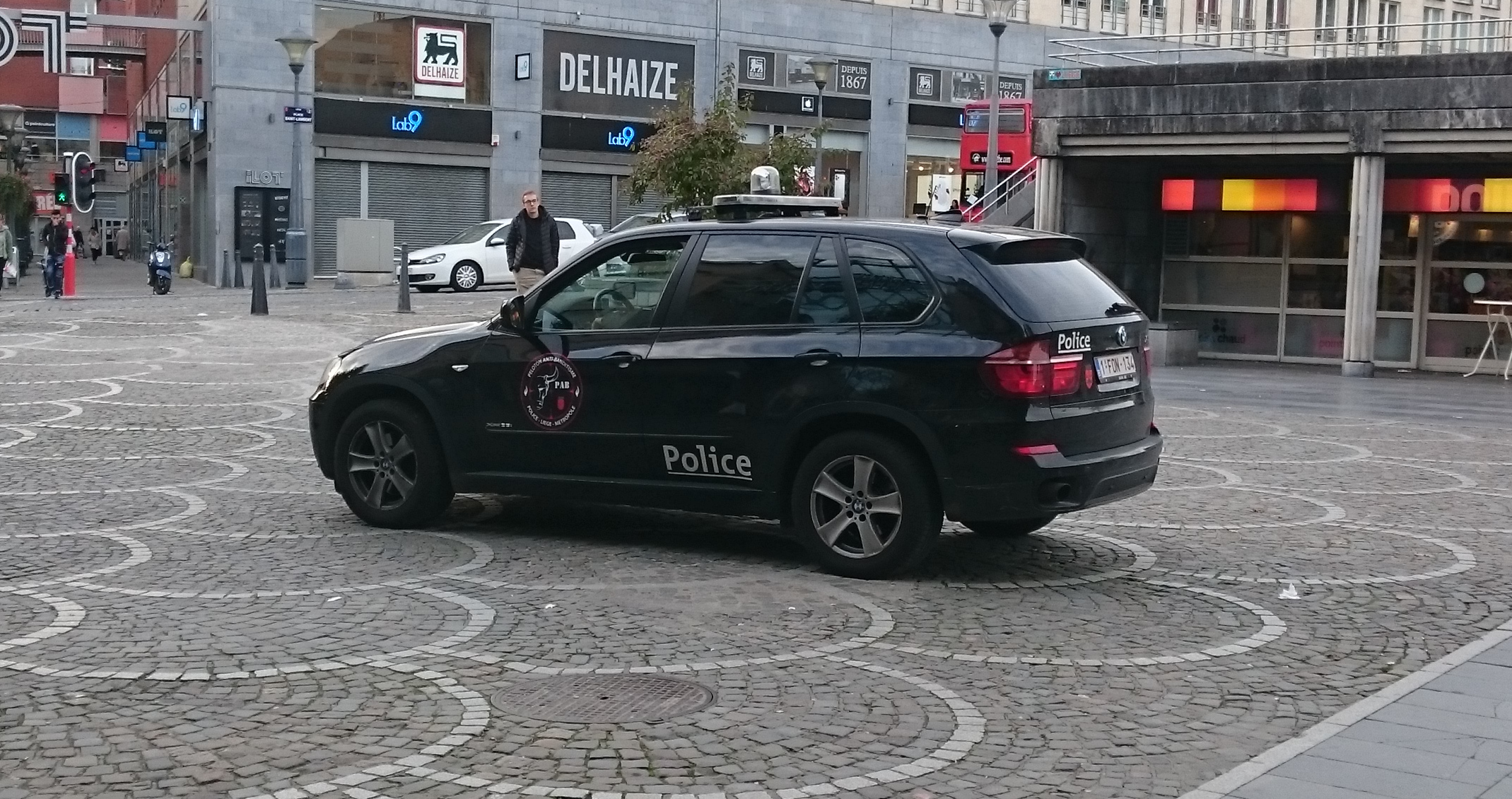
Une équipe du PAB dans une BMW X5.

Le P. A. B. (« Peloton anti-banditisme ») est une unité de la police locale de Liège en Belgique. Créée en 1976 par Eugène Delcominette, le P. A. B effectue, au sens de la GPI 81, les interventions spéciales, en appui et assistance opérationnels des autres services de cette zone de police, voire de zones ou services fédéraux limitrophes. Il a été fondé à la suite du décès d'un policier de la Brigade Judiciaire, tué lors d'un braquage,. 
Les opérateurs du PAB sont disponibles, dans le cadre d’interventions urgentes ou d’attentats, 24h/24 et 7J/7. Vers le début des années 2000, la ville de Liège a proposé aux communes proches de bénéficier des services du PAB ; les zones de police de Seraing-Neupré (en 2007), Flémalle (en 2009) et Herstal (en 2010) ont répondu favorablement. Des surveillances et/ou des interventions sont également réalisées sur ces communes. Le personnel de ces zones de Police, ayant réussi les épreuves de sélection, ont intégré le service.
Depuis 2016, le PAB dispose d'une QRF (quick response force) de 4 hommes servant également de dissuasion,.
Il ne faut pas confondre cette unité, qui est une unité de police locale, avec la direction des unités spéciales de la police fédérale belge, la DSU, qui intervient en matière de grand banditisme, de terrorisme et de prise d'otages.
Le PAB compte une trentaine d'hommes, répartis en 4 groupes opérationnels et a effectué plus de 1800 missions au cours de l'année 2015.